# Assassinat just
Assassinat just (títol original en anglès, Righteous Kill) és una pel·lícula estatunidenca thriller d'acció del 2008 dirigida per Jon Avnet i escrita per Russell Gewirtz. La pel·lícula és protagonitzada per Robert De Niro i Al Pacino com a detectius del Departament de Policia de Nova York a la recerca d'un assassí en sèrie. És la tercera pel·lícula en què tant De Niro com Pacino apareixen en papers protagonistes (després de El Padrí II i Heat), i també hi participaren John Leguizamo, Carla Gugino, Donnie Wahlberg, Brian Dennehy i Curtis Jackson. Ha estat doblada al català.
Assassinat just es va estrenar als Estats Units el 12 de setembre de 2008. La pel·lícula va rebre crítiques negatives i va recaptar 74 milions de dòlars amb un pressupost de 60 milions de dòlars.

## Argument
Els psicòlegs de la policia revisen les gravacions d'un home (Robert De Niro), que diu el seu nom com el detectiu David Fisk, l'assassí "Poetry Boy". El noi de la poesia es va guanyar el sobrenom pel seu modus operandi d'assassinar criminals i deixar poemes curts amb els seus cossos. Fisk revela que admira la seva parella de gairebé 30 anys, el detectiu Tom Cowan (a qui el públic es fa creure que és el personatge interpretat per Al Pacino), i el considera com el seu model a seguir de com hauria de ser un policia. El personatge de Pacino és conegut amb el sobrenom de "Rooster" i el de De Niro per "Turk", i es coneix com a tal fora dels enregistraments.
Aquests enregistraments proporcionen una narració, i la pel·lícula s'obre amb la desena víctima, un proxeneta anomenat Robert "Rambo" Brady (Rob Dyrdek). Turk i Rooster investiguen l'assassinat amb els detectius menys experimentats Karen Corelli (Carla Gugino), Simon Perez (John Leguizamo) i Ted Riley (Donnie Wahlberg). Quan troben un poema al cos, els policies el vinculen amb "Poetry Boy".
Quan "Poetry Boy" assassina el violador absolt Jonathan Van Luytens i el pare Connell, un sacerdot catòlic i abusador de menors (les víctimes del qual incloïen el mateix Poetry Boy), les tensions augmenten entre Turk, Corelli i Perez. Turk viu ara amb Corelli, que resulta ser l'exnòvia de Pérez. Poetry Boy ataca una catorzena víctima prevista, el mafiós rus Yevgeny Magulat (que sobreviu), i dispara a la casa de Pérez i viola Corelli. Perez i Riley sospiten que Turk és Poetry Boy a causa de les seves habilitats de punteria i avaluacions psicològiques, així que organitzen una reunió secretament supervisada entre Turk i el presumpte traficant de drogues Marcus "Spider" Smith (Curtis Jackson), durant la qual se suposa que Turk l'ha de matar. Turk demostra la seva innocència durant una trobada amb aquest narcotraficant, ja que té l'arma "equivocada" i un poema humiliant però evidentment inadequat. Després que Pérez i Riley abandonin l'escena insatisfets, en Rooster mata Spider. Durant aquest raspat, Rooster deixa caure el seu diari sense voler.
Turk ensopega amb Rooster i llegeix el seu diari; Rooster reclama Spider com la catorzena víctima de Poetry Boy, posa en Turk davant d'una càmera de vídeo i l'obliga a llegir el diari. Arribats a aquest punt, es revela que la narració va establir Turk com a pista falsa, i Rooster és l'autèntic Poetry Boy. El nom de Turk és en realitat Tom Cowan, i el de Rooster és David Fisk. Roosterl va perdre la fe en el sistema de justícia quan Turk va posar una pistola a la casa de Charles Randall (Frank John Hughes, abusador i assassí de menors absolt), condemnant-lo. Això fa que en Rooster prengui la llei per la seva mà com a assassí en sèrie vigilant conegut com a Poetry Boy.
Quan en Turk acaba, persegueix en Rooster fins a una obra de construcció. Rooster dispara sense rumb per convèncer en Turk perquè informi que Poetry Boy està agredint un agent de policia, resistint l'arrest i fugint, però Turk es resisteix. Quan en Rooster apunta a Turk, en Turk dispara, colpejant en Rooster al pit. En Turk demana una ambulància, però en Rooster li suplica que el deixi morir. Després d'una certa vacil·lació, Turk convoca els paramèdics, permetent que Rooster sucumbeixi a les seves ferides. Es mostra per última vegada entrenant un equip de beisbol de la Liga Atlètica de la Policia mentre Corelli mira.

## Repartiment
- Robert De Niro com el detectiu Tom 'Turk' Cowan
- Al Pacino com el detectiu Dave 'Rooster' Fisk
- 50 Cent (Curtis Jackson) com a Marcus 'Spider' Smith
- Carla Gugino com a detectiu Karen Corelli
- John Leguizamo com el detectiu Simon Pérez
- Donnie Wahlberg com el detectiu Teddy Riley
- Brian Dennehy com el tinent J.D. Hingis
- Trilby Glover com a Jessica
- Melissa Leo com a Cheryl Brooks
- Oleg Taktarov com a Yevgeny Mugalat
- Sterling K. Brown com el detectiu Rogers
- Alan Blumenfeld com a Martin Baum
- Frank John Hughes com a Chuck Randall
- Rob Dyrdek com a Bobby 'Rambo' Brady

## Recepció

### Resposta crítica
A Rotten Tomatoes es va informar que el 18% de 147 crítics van donar a la pel·lícula una crítica positiva, amb una valoració mitjana de 4,1/10. El consens dels crítics del lloc diu: "Al Pacino i Robert De Niro fan tot el possible per elevar aquest exercici de gènere descarat, però fins i tot aquests dos grans no poden ressuscitar el guió triturat de la pel·lícula." Metacritic va assignar a la pel·lícula una puntuació mitjana ponderada de 36 de 100, basat en 27 crítics, que indica "crítiques generalment desfavorables".
The Times va incloure Assassinat just a la seva llista de les 100 pitjors pel·lícules del 2008. Keith Phipps de The A.V. Club de The Onion va dir: "La novetat de veure com De Niro i Pacino s'uneixen s'esgota bastant ràpidament, [amb ells] caminant per un thriller que s'hauria sentit acalorat el 1988. El director Jon Avnet no ofereix gaire compensació pel suspens absent." James Berardinelli de ReelViews va donar a la pel·lícula dues estrelles (sobre quatre), dient: "Això no és només material genèric; és material genèric amb un final estúpid, i el director és un oficial, no un artesà... fracassa per estar a l'altura fins i tot amb expectatives modestes. Aquí no hi trobareu res de just."
Ken Fox de TV Guide també va donar a Assassinat just una puntuació de dues estrelles sobre quatre, dient: "Tota la pel·lícula és una gran acumulació d'un gir que, tot i que no és exactament fer trampes, juga una mala passada. Per arribar-hi, l'escriptor Russel Gewirtz i el director John Avnet sacrifiquen el misteri, el suspens, el muntatge assenyat i tot el que s'espera trobar en un thriller policial només per mantenir el públic desprevingut. No val la pena, i la primera parella real de De Niro i Pacino està totalment desaprofitada." (Els dos actors havien protagonitzat El padrí II sense aparèixer junts a la pantalla i a Heat, compartint la pantalla en només dues escenes.)
Claudia Puig de USA Today va donar a la pel·lícula una estrella i mitja sobre quatre, dient: "En el moment en què la pel·lícula arriba a la seva conclusió prolongada, se sent com un eslògan. Pacino té unes poques línies divertides, igual que Leguizamo, però no prou com per evitar que la pel·lícula s'enfonsi sota el pes del seu propi tedi autojust." Peter Travers de Rolling Stone va donar a Assassinat just una estrella de quatre, dient: "Algunes persones pensen que seria un plaer veure Robert De Niro i Al Pacino només llegint una agenda telefònica. Bé, poseu aquesta agenda. Assassí just, també coneguda com The Al and Bob Show, és una pel·lícula policial amb tot el drama de Law & Order: AARP." Tanmateix, Richard Roeper va donar a la pel·lícula 3 estrelles de 4 i Tim Evans per a Sky Movies van remarcar que la pel·lícula era "... una mentida eficaç però, el que és més important, planteja preguntes complexes i refinades sobre com funciona la llei en una societat anomenada civilitzada."
Al Pacino va obtenir una nominació al Premi Razzie com a pitjor actor per la seva actuació a la pel·lícula (i per 88 minuts, també dirigida per Jon Avnet), però va "perdre" el premi a Mike Myers per The Love Guru.

### Taquilla
Assassinat just va recaptar 40,1 milions de dòlars als Estats Units i Canadà, i 38,4 milions de dòlars a altres territoris, amb un total mundial de 78,5 milions de dòlars.
El cap de setmana d'obertura, Assassinat just es va estrenar al número 3, amb una recaptació de 16,3 milions de dòlars, darrere de The Family That Preys i Cremeu-ho després de llegir-ho. Va guanyar 7,4 milions de dòlars el segon cap de setmana i 3,7 milions els dos caps de setmana següents. Overture Films va pagar 12 milions de dòlars per adquirir la pel·lícula, i van declarar que estarien contents si aquesta pel·lícula pogués recaptar 25 milions de dòlars a les sales dels Estats Units. En comparació, Heat, que protagonitzat per Pacino i De Niro el 1995, va recaptar més de 180 milions de dòlars arreu del món.

## Mitjans domèstics
La pel·lícula es va estrenar en DVD i en Blu-ray el 6 de gener de 2009. Al febrer de 2009, s'havien venut 778.760 unitats de DVD, amb ingressos de 16,9 milions de dòlars.